# Philippe Jordan
Pour les articles homonymes, voir Jordan.
Philippe Jordan, né le 18 octobre 1974 à Zurich, est un chef d'orchestre suisse. Il est le fils du chef d'orchestre Armin Jordan. 
De 2009 à l'été 2021, il est directeur musical de l'Opéra de Paris, puis de l'Opéra d'État de Vienne (Wiener Staatsoper), fonction qu'il occupe depuis. Il est aussi directeur musical de l'Orchestre symphonique de Vienne.

## Biographie
Philippe Jordan prend des leçons de piano dès ses 6 ans, rejoint les Zürcher Sängerknaben deux ans plus tard, et commence le violon à 11 ans. Il entre au conservatoire de Zurich en 1994, et obtient le diplôme de professeur de piano. Il travaille parallèlement avec le compositeur suisse Hans Ulrich Lehmann et avec son père et assiste Jeffrey Tate sur le Ring de Wagner monté au Théâtre du Châtelet.
Durant la saison 1994/1995, Philippe Jordan est nommé Kapellmeister et assistant de James Allen Gähresau Theater Ulm à Ulm (ville où dirigea autrefois le jeune Karajan). Il fait ses débuts l'année d'après au Théâtre de la Monnaie à Bruxelles, en dirigeant Don Pasquale. Il se produit par la suite à Genève, Berlin, Vienne et Paris.
De 1998 à 2001, Philippe Jordan est Kapellmeister et assistant de Daniel Barenboïm à l'Opéra d'État de Berlin, dont il devient principal chef invité entre 2006 et 2010. Il obtient sa première direction de phalange en 2001, quand il est nommé directeur musical de l'Opéra de Graz et de l'Orchestre philharmonique de Graz, poste qu'il occupe jusqu'en 2004. Jordan a été invité à diriger les orchestres philharmoniques de Berlin, de Vienne, de Radio France, de New York, de Munich, l'Orchestre symphonique de Vienne, l'Orchestre de la Suisse romande, le Philharmonia, le Gustav Mahler Jugendorchester (GMJO), ceux de la NDR de Hambourg, du DSO de Berlin, de l'Académie nationale Sainte Cécile de Rome, de la Tonnhalle de Zurich, de Seattle, de Détroit, de Saint-Louis, de Philadelphie, de Washington, d'Indianapolis, de Cleveland et de Chicago.
Son activité se concentrant principalement sur le répertoire lyrique, il a souvent été invité à l'étranger, où il a dirigé Samson et Dalila à Houston, Carmen à Glyndebourne en 2002, La Chauve-Souris à New-York, La Flûte enchantée, Salomé et Samson et Dalila à Londres, Werther à Vienne, Cosi fan tutte et Rienzi à Salzbourg, Parsifal, Arabella et Tristan et Isolde à Munich, Tannhäuser à Baden-Baden, Parsifal et les Maîtres chanteurs de Nuremberg à Bayreuth, le Chevalier à la rose à la Scala ou encore le Ring et Doktor Faust à Zurich. Au Festival de Bayreuth, il dirige Les Maîtres Chanteurs de Nuremberg en 2017, 2018,  2019 et 2020, après ses débuts au festival avec Parsifal en 2012. Lors de la saison 2018-2109, il dirige Der Ring des Nibelungen au Metropolitan Opera de New York. 
Il a été nommé directeur musical du Wiener Staatoper à partir de la saison 2020-2021.
En 2024, il est nommé directeur musical de l'Orchestre national de France à partir de septembre 2027.

## L'Orchestre symphonique de Vienne
En octobre 2011, Philippe Jordan a été nommé directeur musical de l'Orchestre symphonique de Vienne à partir de la saison 2014/2015. Avec eux, il a donné toutes les symphonies et concertos pour piano de Beethoven, des œuvres de Béla Bartók et les symphonies de Schubert. En 2018-2019, ils ont principalement travaillé ensemble sur les ouvrages de Berlioz, dont le Requiem, le mélodrame Lélio et le cycle des mélodies Les Nuits d'été. En 2019-2020, pour sa dernière saison comme chef principal de l'Orchestre, il reprend des œuvres de Brahms dont le Premier Concerto pour piano et le concerto pour violon. Sous sa direction, le Symphonique a interprété les quatre symphonies de Brahms lors du concert d'ouverture de la saison du Musikverein de Vienne. Pour la célébration du 250e anniversaire de Beethoven, il restitue avec notamment l'orchestre et le pianiste Nicholas Angelich, le fameux concert du 22 décembre 1808 à Vienne lors duquel pendant quatre heures furent interprétées des œuvres de Beethoven, dont les créations des Cinquième et Sixième Symphonies, du Concerto pour piano n°4 avec Beethoven au piano pour sa dernière apparition comme soliste, et de la Fantaisie pour piano, chœur et orchestre.

## L'Opéra national de Paris
Sa relation avec l'Opéra national de Paris commence en 2004, lorsqu'il dirige  Ariane à Naxos puis le Chevalier à la rose en 2006. Il est ensuite nommé dès l'année suivante directeur musical de l'Opéra de Paris à compter de la saison 2009-2010, par le nouveau directeur de l'Opéra, Nicolas Joel. Il a inauguré ses fonctions en dirigeant l'orchestre dans le Concerto pour violon de György Ligeti, avec Isabelle Faust, et Une symphonie alpestre de Richard Strauss, avant de diriger en fin de saison les deux premiers volets de la Tétralogie de Richard Wagner, dont la dernière représentation à l'Opéra de Paris remontait à 1957.
Depuis, il y a dirigé de nombreuses productions : Ariadne auf Naxos, Cosi fan tutte, Les Noces de Figaro, ainsi que les deux derniers volets de la Tétralogie (Siegfried et le Crépuscule des dieux) et le Triptyque de Puccini (Il Tabarro, Suor Angelica et Gianni Schicchi) lors de sa deuxième saison (2010/2011) ; la Forza del destino, Don Giovanni, Pelléas et Mélisande et Arabella en 2011/2012 ; Carmen, Capriccio ainsi qu'une reprise de chaque volet du Ring donné ensuite dans sa totalité du 18 au 26 juin lors de la saison 2012/2013. La saison suivante marque le grand retour d'Aida à l'Opéra après un demi-siècle d'absence, puis il joue Elektra, la Flûte enchantée, Tristan und Isolde et dirige la soirée de ballet Balanchine/Millepied avec la Symphonie en ut de Bizet et Daphnis et Chloé de Ravel. Il ne dirige que trois productions en 2014/2015 : l'Enlèvement au Sérail, Pelléas et Mélisande ainsi que l'entrée au répertoire du Roi Arthus de Chausson avec une distribution exceptionnelle (Alagna, Hampson, Koch).
Moïse et Aaron, la Damnation de Faust, les Maîtres chanteurs de Nuremberg et le Chevalier à la rose en 2015/2016 marquent la première saison entièrement construite avec le nouveau directeur général de l'Opéra, Stéphane Lissner, nommé en 2013 et ayant pris ses fonctions à la rentrée 2014. Lors de la saison 2017-2018, à la tête de l'orchestre de l'Opéra, il dirige Samson et Dalila, les Contes d'Hoffmann, Lohengrin, Cosi fan tutte ainsi qu'une version de concert de Béatrice et Bénédict dans le cadre d'un cycle Berlioz. Pour ouvrir la saison 2017/2018, il dirige la version originale en français de Don Carlos de Verdi, avec une distribution exceptionnelle (Kaufmann, Yoncheva, Garanca, Tézier et Abdrazakov). Puis, lors de cette saison il dirige Pelléas et Mélisande, Cosi fan tutte, Benvenuto Cellini et Parsifal. En 2018-2019, il dirige notamment la création de Bérénice de Michael Jarrell et les nouvelles productions des Troyens de Berlioz et de Don Giovanni. En 2019-2020, il dirige Le Prince Igor de Borodine.
Parallèlement à ses activités en fosse, Philippe Jordan dirige aussi l'orchestre de l'Opéra lors de concerts symphoniques à Paris et en tournée, dont les dernières saisons sont souvent conçues autour de cycles (les symphonies de Beethoven, de Tchaïkovski en 2017-2018, Arnold Schönberg...).

## Distinctions
- « Artiste de l’année 2013 » par le magazine Classica pour ses enregistrements avec l’Orchestre de l’Opéra national de Paris (2013)
- International Opera Award dans la catégorie « chef d'orchestre » (2017)[8].
- Chevalier de la Légion d'honneur (2021)

## Enregistrements
- Carmen : Glyndebourne Festival, m.e.s David McVicar, London Philharmonic Orchestra, avec von Otter, Haddock, Naouri, Milne (DVD OpusArte 2003) ;
- Werther : Wiener Staatsoper, m.e.s Andrei Serban, avec Alvarez, Garanca, Erod (DVD ORF 2005) ;
- Doktor Faust : Opernhaus Zurich, m.e.s Klaus Michael Grüber, avec Kunde, Trattnigg, Macias, Groissbôck (DVD Arthaus Musik 2006) ;
- Salomé : Royal Opera House, m.e.s David McVicar, avec Michael, Moser, Volle (DVD Opus Arte 2008) ;
- Tannhäuser : Baden Baden, m.e.s Nikolaus Lehnhoff, DSO Berlin, avec Gambill, Nylund, Meier, Trekel, Milling (DVD RM Arts 2008) ;
- Le Nozze di Figaro : Opéra de Paris, m.e.s Giorgio Strehler, avec Tézier, Frittoli, Siurina, Pisaroni, Deshayes (DVD Bel Air Classics 2010) ;
- Pelléas et Mélisande : Opéra de Paris, m.e.s Robert Wilson, avec Degout, Tsallagova (DVD Naïve 2013) ;
- intégrale des neuf symphonies de Beethoven : Opéra de Paris (DVD 2016).
- intégrale des concertos pour piano de Beethoven, avec François-Frédéric Guy et l'Orchestre Philharmonique de Radio-France (Naïve 2008-2009) ;
- Eine Alpensinfonie de Strauss, avec l'Orchestre de l'Opéra national de Paris (Naïve 2010) ;
- Debussy, Stravinsky et Ravel (Prélude à l'après-midi d'un faune, Le Sacre du printemps, Boléro), avec l'orchestre de l'Opéra national de Paris (Naïve 2013) ;
- extraits du Ring de Wagner, avec l'Orchestre de l'Opéra national de Paris et Nina Stemme (Erato 2013) ;
- Requiem de Verdi, avec l'Orchestre de l'Opéra national de Paris, Kristin Lewis, Violeta Urmana, Piotr Beczała et Ildar Abdrazakov (Erato 2013) ;
- Ravel : Daphnis et Chloé (ballet intégral) et La Valse, avec l'Orchestre et les chœurs de l'Opéra national de Paris (Erato 2014) ;
- Symphonie Pathétique de Tchaïkovski, avec les Wiener Symphoniker (2014) ;
- Symphonies 7 et 8 de Schubert, avec les Wiener Symphoniker (2015).
- Moussorgski/Prokofiev, avec l'Orchestre de l'Opéra national de Paris,  chez Erato/Warner Classics,
- Moses und Aron, avec l'Orchestre de l'Opéra national de Paris, (DVD BelAir Classics),
- l’intégrale des symphonies de Tchaïkovski, avec l'Orchestre de l'Opéra national de Paris (DVD Arthaus Musik)
- Così fan tutte, m.e.s. Anne Teresa De Keersmaeker avec Jacquelyn Wagner; Michèle Losier; Frédéric Antoun; Philippe Sly; Paulo Szot et l'Orchestre de l'Opéra national de Paris (DVD Arthaus Musik),
- les symphonies no 1 et 3 de Beethoven (début d’une nouvelle intégrale) avec les Wiener Symphoniker.